# Richard W. Dill
Richard Walter Dill (* 23. Juli 1932 in Nürnberg; † 5. August 2015) war ein deutscher Fernsehjournalist, Programmdirektor und Medienwissenschaftler.

## Leben und Wirken
Richard W. Dill studierte von 1951 bis 1956 Geschichte und Öffentliches Recht in Norfolk, Virginia, sowie in Bonn, Erlangen und München. Er wurde 1956 an der Philosophischen Fakultät der Universität Erlangen mit der Dissertationsschrift Der Parlamentarier Eduard Lasker und die parlamentarische Stilentwicklung der Jahre 1867–1884. Ein Beitrag zur Geistesgeschichte des politischen Stils in Deutschland promoviert. Während der Studentenjahre ließ er sich von 1953 bis 1954 am Werner-Friedmann-Institut, der heutigen Deutschen Journalistenschule München, zum Journalisten ausbilden.
Von 1956 bis 1961 arbeitete er als Redakteur und Programmgestalter beim Bayerischen Rundfunk, BR Fernsehen. 1961 wurde er Fachreferent in der Abteilung Massenkommunikation der UNESCO in Paris. Von 1963 bis 1965 war er Hauptabteilungsleiter und stellvertretender Programmdirektor im BR und betrieb den Aufbau des Dritten Fernsehprogrammes des Senders. 1964 übernahm er bis 1974 die Leitung der Arbeitsgemeinschaft „Guten Tag“, die im Auftrag des Auswärtigen Amtes einen Fernsehsprachkurs dieses Namens entwickelte und im Ausland verbreitete. 1965 wurde er zum Eurovisionsbeauftragten der Programmdirektion des Deutschen Fernsehens ARD bestellt. Bis 1996 folgten zusätzliche Aufgaben wie die Mitwirkung an internationalen Programmprojekten und Beratertätigkeiten für die UNESCO, die Arabische Liga, verschiedene internationale Rundfunkvereinigungen und die Friedrich-Ebert-Stiftung. Hauptsächlich war er „Koordinator Ausland und Festivals“ in der Programmdirektion Deutsches Fernsehen ARD in München.
Von 1996 bis 1998 war er Sonderbeauftragter der Europäischen Rundfunkunion (EBU) für Bosnien-Herzegowina und von 1999 bis 2000 Gründungsintendant des Rundfunksenders RTK Pristina im Kosovo. Dill übte darüber hinaus verschiedene Lehrtätigkeiten an in- und ausländischen Bildungseinrichtungen aus, zum Beispiel war er Gastprofessor an der Duke University in Durham, North Carolina (1991 bis 1995), der HFF Potsdam-Babelsberg (1996/1997) und der Deutschen Journalistenschule in München.
Von 1966 bis 1971 engagierte er sich als Gemeinderatsmitglied in der Gemeinde Schwarzenbruck im Landkreis Nürnberger Land. Später lebte er lange in München in Isar-Nähe, wo er auch starb. Beerdigt wurde er in seiner Geburtsstadt Nürnberg. Mit der Geschichte der Stadt und der Region Nürnberg setzte er sich intensiv auseinander, woraus Buchveröffentlichungen entstanden sind. Neben vielen Publikationen zu Medienthemen veröffentlichte er auch einen Lyrikband.

## Schriften (Auswahl)
- Der Parlamentarier Eduard Lasker und die parlamentarische Stilentwicklung der Jahre 1867–1884. Ein Beitrag zur Geistesgeschichte des politischen Stils in Deutschland. Dissertation, Erlangen 1956.
- Kommunikationssatelliten in der Bildungsplanung. In: Internationales Jahrbuch der Erwachsenenbildung 1971. International Year-Book of Adult Education. L’année internationale de l’éducation des adultes. Volume 2. Quelle & Meyer Verlag, Heidelberg 1971, ISBN 3-494-00639-3.
- Forum der UNESCO. 1976. (Weitere Angaben nicht ermittelbar.)
- Wo die Kamera nicht dabei ist, passiert keine Wirklichkeit. Zur Rolle des Fernsehens als Veranstalter und Vermarkter. In: Kirche und Rundfunk, Nr. 77, 1976, S. 1–5.
- Die internationale Zusammenarbeit der Rundfunkanstalten. In: Jörg Aufermann, Wilfried Scharf, Otto Schlie (Hrsg.): Hörfunk und Fernsehen für die Demokratie. Ein Handbuch über den Rundfunk in der Bundesrepublik Deutschland. Westdeutscher Verlag, Opladen 1979, ISBN 3-531-11395-X, S. 153–171.
- Bodensätze. Gedichte. Mit Zeichnungen von Hans Herbert Hofmann. Spätlese-Verlag, Nürnberg 1979.
- Wo steht die UNESCO in der Medienfrage? Bericht über die 20. Generalkonferenz der Weltorganisation. 1979. (Weitere Angaben nicht ermittelbar.)
- Zwischen Freiheit und Gleichheit. Stolpersteine auf dem Weg zu einer Neuen Weltinformations- und Kommunikationsordnung. In: Vereinte Nationen, Heft 6/1982, S. 179–183.
- Gehört die UNESCO abgeschafft? Zum Streit um die Neuen Weltordnungen. In: Publizistik, 29. Jg., Heft 3–4/1984, S. 262–268.
- mit Marcellus Kaiser: Nürnberg. Gondrom, Bindlach 1994, ISBN 3-8112-0802-0.
- Vom guten Medium, das Menschen dient. Warum wir nicht aufhören etwas Neues anzufangen. In: Hermann Fünfgeld, Claudia Mast (Hrsg.): Massenkommunikation. Ergebnisse und Perspektiven. Westdeutscher Verlag, Opladen 1997, ISBN 3-531-12914-7, S. 347–356.
- Neue Demokratien – neuer Rundfunk. Erfahrungen mit der Medientransformation in Osteuropa (= MARkierungen. Beiträge des Münchner Arbeitskreises öffentlicher Rundfunk; Band 3). LIT Verlag, Münster 2003, ISBN 3-8258-7293-9.
- Niederbayern 1848. Über die schwierigen Anfänge der Demokratie – die niederbayerischen Abgeordneten in der Paulskirche (= Edition Lichtung). Mit einem Geleitwort von Hans-Jochen Vogel. Lichtung-Verlag, Viechtach 2007, ISBN 978-3-929517-82-8.